# Mr. Wrestling
George Burrell Woodin (Utica, 28 de julho de 1934 - Charlotte, 30 de novembro de 2002) foi um lutador profissional estadunidense, mais conhecido por seus nomes no ringue, Mr. Wrestling e Tim Woods.

## Carreira na luta amadora
Woodin formou-se em engenharia agrícola pela Universidade Cornell e em engenharia mecânica pela Universidade Estadual de Michigan.
Antes de se tornar um lutador profissional, Woodin era um lutador universitário de sucesso. Enquanto lutava pelos Spartans do Estado de Michigan, Woodin ganhou dois títulos Big Ten em 1958 e 1959. Ele também terminou em segundo lugar no torneio da NCAA em 1958 e 1959.
Como um calouro na Universidade de Michigan, Woodin ganhou o título Big Ten de 80 quilos em 1958, derrotando Gary Kurdelmeier da Universidade de Iowa em 8:21. Algumas semanas depois, os dois se reencontraram nas finais da NCAA de 1958 na Universidade de Wyoming, onde Woodin perdeu para o Kurdelmeier por 6-2.
Como veterano, Woodin derrotou Gordon Trapp, de Iowa, por 6 a 4 nas finais dos pesos-pesados para conquistar seu segundo título de Big Ten. Na NCAA de 1959, ele competiu na categoria de 86 quilos, chegando às finais pelo segundo ano consecutivo, mas perdendo de 9-5 para Art Baker de Syracuse. Com seus dois vice-campeonatos nas competições nacionais, Woodin foi duas vezes NCAA All-American.

## Carreira na luta profissional
Woodin começou sua carreira da luta profissional aos 28 anos usando o nome "Tim Woods". Mais tarde, ele recebeu o nome de "Mr. Wrestling" por Joe Dusek, promotor do território de Nebraska, posteriormente adotando uma máscara e uma camiseta branca para completar o personagem. Mr. Wrestling tornou-se um grande astro nos territórios da Geórgia, Flórida, Texas e Meio-Atlântico. Ele lutou na World Wide Wrestling Federation (WWWF) no nordeste. Começando nos anos de 1970, ele alternava entre sua persona mascarada como Mr. Wrestling e desmascarada como Tim Woods, dependendo do território.
Em 1968, Woodin enfrentou Arnold Spurling em uma luta real em Columbus, Geórgia. Depois de Woodin dominar Spurling com técnicas de luta amadora, Spurling arrancou parte de um dos dedos de Woodin à mordidas. Posteriormente, o dedo foi recolocado cirurgicamente, mas Woodin não recuperou seu uso total. Mais tarde naquele ano, Woodin desafiou o campeão mundial dos pesos-pesados da NWA, Gene Kiniski, com a luta sendo interrompida depois que o dedo de Woodin começou a sangrar.

### Acidente aéreo de 1975
Woodin se envolveu em um acidente aéro de 1975. Por conta do acidente, o piloto Joseph Michael Farkas entrou em como e morreu no ano seguinte, os lutadores Johnny Valentine e Bob Bruggers severamente lesionaram as costas e se aposentaram e Ric Flair também lesionou suas costas, mas não se aposentou. No hospital, Woodin deu-lhes o seu nome verdadeiro (George Burrell Woodin) e disse-lhes que ele era um promotor para esconder do público que ele, um mocinho, estava em um avião com vilões. Ele voltou a lutar duas semanas depois, sob muita dor, para negar que estava no avião.

### Aposentadoria
Woodin se aposentou da luta profissional em 1983. Depois de se aposentar, ele dirigiu um negócio de aquecimento e ar condicionado.

## Vida pessoal
Woodin era um ávido colecionador de motocicletas, além de um talentoso fotógrafo e saxofonista.
Em 30 de novembro de 2002, Woodin morreu de um ataque cardíaco em sua casa em Charlotte, Carolina do Norte, aos 68 anos. Antes de sua morte, ele seria entrevistado sobre o acidente de avião em outubro de 1975 para o programa WWE Confidential.

## Títulos e prêmios

### Luta amadora
- Amateur Athletic Union
  - Campeonato Nacional de AAU (1955, 1957)[1]
- Big Ten Conference
  - Campeonato da Big Ten Conference (1958, 1959)[1]

### Luta profissional
- All Japan Pro Wrestling
  - Prêmio de Técnica do Champion Carnival (1975)[4]
  - Prêmio World's Strongest Tag Determination League Fighting Spirit (1979) - com The Masked Strangler[5]

- American Wrestling Association
  - Nebraska Heavyweight Championship (1 vez)[6]

- Big Time Promotions
  - Big Time Heavyweight Championship (1 vez) [7]

- Cauliflower Alley Club
  - Outro homenageado (2002)

- Championship Wrestling from Florida
  - NWA Florida Heavyweight Championship (2 vezes)
  - NWA Florida Tag Team Championship (2 vezes) - com Hiro Matsuda (1) e Big Bad John (1)
  - NWA Florida Television Championship (1 vez)
  - NWA Southern Heavyweight Championship (versão da Flórida) (4 vezes)

- George Tragos / Lou Thesz Professional Wrestling Hall of Fame
  - Classe de 2001[8]

- Mid-Atlantic Championship Wrestling
  - NWA Mid-Atlantic Tag Team Championship (1 vez) - com Dino Bravo
  - NWA Mid-Atlantic Television Championship (1 vez)
  - NWA United States Heavyweight Championship (versão Mid-Atlantic) (1 vez)
  - NWA World Tag Team Championship (versão Mid-Atlantic) (1 vez) - com Dino Bravo

- Mid-South Sports/Georgia Championship Wrestling
  - NWA Georgia Heavyweight Championship (3 vezes)
  - NWA Georgia Tag Team Championship (6 vezes) - com Mr. Wrestling II (4), Steve Keirn (1) e Thunderbolt Patterson (1)
  - NWA Macon Tag Team Championship (2 vezes) - com Mr. Wrestling II
  - NWA Columbus Heavyweight Championship (1 vez)[6]

- NWA Big Time Wrestling
  - NWA American Tag Team Championship (1 vez) - com George Scott
  - NWA Texas Heavyweight Championship (1 vez)

- NWA Hollywood Wrestling
  - NWA Americas Tag Team Championship (2 vezes) - com Pak Song (1 vez) e Dr. Death (1 vez)
  - NWA "Beat the Champ" Television Championship (1 vez)

- NWA Mid-America
  - NWA Southern Heavyweight Championship (versão de Memphis) (1 vez)

- Pro Wrestling Illustrated
  - PWI o colocou na  #394ª posição dos 500 melhores lutadores individuais da história da PWI em 2003